# Hermann Wegener (Drucker)
Hermann Wegener (* unbekannt; † 1613 oder später) war ein deutscher Drucker der Frühen Neuzeit.

## Leben
Wegener war der Sohn des Hamburger, später Schleswiger Buchdruckers Nicolaus Wegener und Bruder des Schleswiger Buchdruckers Arnold Wegener. Belegt sind von ihm Drucke im Zeitraum von 1599 bis 1606 in Lübeck und von 1608 bis 1613 in Hamburg.

## Druckproduktion
Wegener druckte auf Deutsch, Latein, Dänisch und Schwedisch. Diese Sprachenvielfalt war für Lübecker Drucker seiner Zeit nicht ungewöhnlich. In Lübeck druckte er Philipp Kegels Dulce refrigerium (zwei verschiedene Auflagen, 1599; weitere Auflage 1602, weitere Auflage 1606), Euangelia och Epistler (Perikopen auf Schwedisch, 1603), Then swenska psalmboken (schwedisches Gesangbuch, 1603), Nicolaus Heldvaderus’ Allmanach oc Practica/ paa det Aar/ M. DC. IIII. (dänischer Almanach, 1603) und Petrus Chunradus’ Præclaræ et egregiae insvlae Allsiae, patriae dvlcissimæ, qvaliscvnqve χωρογραφία encomiastica (1605).
Zu den in Hamburg gedruckten Werken zählen die Leichenpredigt auf Philipp Nicolai, sein erster Druck 1608 in Hamburg, und 1611 Samuel Meigers Spiegel ehelicher Haußhaltung, den er 1613 neu auflegte. Borchling-Claussen listen in der Niederdeutschen Bibliographie vier niederdeutsche Drucke von ihm.